# Ali Yirango
Ali Yirango, aussi connu sous le nom de Aly Yirango, né le 4 janvier 1994 à Bamako, est un footballeur international malien évoluant à l'UF Mâconnais.

## Biographie

### Carrière en club
Ali Yirango est formé dans le club du Djoliba AC au Mali. 
Il signe ensuite, à l'âge de 19 ans, un premier contrat jeune en France avec l'Olympique de Marseille en janvier 2013. Avec ce club il ne joue que des matchs en catégorie U19. Il poursuit sa formation à l'EA Guingamp à l'été 2014. Il y dispute dix matchs avec l'équipe réserve en National 3. 
À l'été 2015, il est libre, mais ne trouve pas de club et doit attendre janvier 2016 pour rejoindre le FC Challans en National 3, où il s'impose comme titulaire indiscutable et dispute quatorze matchs en une demi-saison. Malgré cette bonne expérience, il se retrouve de nouveau sans club à l'été 2016. Il rejoint le Stade briochin à l'hiver 2017, mais ne dispute aucune rencontre pour le club. Il rebondit alors au Dinan Léhon FC où il peine cependant à s'imposer ne disputant que dix rencontres de National 3 en une saison. Cette expérience mitigée ne l'empêche cependant pas de signer un contrat avec un club évoluant dans en National, l'US Boulogne, en août 2018, en tant que second gardien. Il ne rentrera jamais en jeu, passant la saison sur le banc mais en profite pour disputer treize rencontres avec l'équipe réserve en Nationale 3. 
À l'été 2019, il rejoint son septième club en sept ans en signant au Lusitanos Saint-Maur cette fois-ci en National 2. Il y commence la saison en tant que titulaire.

### Carrière en équipe nationale
Il participe tournoi de Montaigu avec la sélection malienne, en France.
Il participe ensuite à la Coupe d'Afrique des nations des moins de 17 ans 2011 avec la sélection malienne, puis à la Coupe d'Afrique des nations des moins de 20 ans 2013, où le Mali se classe quatrième de la compétition.
Il fête sa première sélection avec le Mali le 31 mars 2015 en amical contre le Ghana, en entrant à la 68e minute de la rencontre. Il en connaîtra une seconde un an plus tard le 27 mai 2016 face au Nigeria.